# St. David (Illinois)
Pour les articles homonymes, voir Saint-David (homonymie).
St. David est un village du comté de Fulton dans l'Illinois, aux États-Unis,. Situé au sud du comté de Fulton, il est incorporé le 28 juillet 1894.

## Démographie
Lors du recensement de 2010, le village comptait une population de 589 habitants. Elle est estimée, en 2016, à 550 habitants.

## Source de la traduction
- (en) Cet article est partiellement ou en totalité issu de l’article de Wikipédia en anglais intitulé « St. David, Illinois » (voir la liste des auteurs).